# Comissão Carrothers
A Comissão Carrothers, formalmente a Comissão Consultiva para o Desenvolvimento do Governo nos Territórios do Noroeste, foi uma comissão criada pelo governo do Canadá para estudar o futuro do governo dos Territórios do Noroeste. Foi liderada por Alfred Carrothers, decano de direito na Universidade de Western Ontario. Os outros dois membros eram Jean Beetz, professor de direito na Universidade de Montreal e uma autoridade notável na Constituição canadense e John Parker, o prefeito de Yellowknife na época e um engenheiro de minas.